# Караванов, Георгий Григорьевич
Георгий Григорьевич Караванов (20 октября 1899, Харьков — 4 января 1982, Львов) — украинский советский хирург, педагог, профессор (1946), доктор медицинских наук (1939). Заслуженный деятель науки и техники Украинской ССР (1946).

## Биография
В 1925 году окончил медицинский факультет Харьковского медицинского института. В 1926—1927 работал заведующим сельской амбулатории и районных больниц (1927—1930, 1942—1944) в Харьковской области.
С 1930 по 1941 — ординатор, ассистент, доцент кафедры и клиники факультетской хирургии 1-го Харьковского медицинского института, по совместительству докторант Харьковского института экспериментальной медицины (1935—1938).
Участник Великой Отечественной войны: в 1944 — хирург в действующей армии.
После освобождения Западной Украины от фашистов, был направлен во Львов на педагогическую работу. Был заведующим кафедрой факультетской хирургии (1944—1973), по совместительству заведующим кафедрой госпитальной хирургии (1944—1945), деканом ФПДО (1955—1960) Львовского медицинского института, заместителем директора по научной работе Львовского НИИ гематологии и переливания крови (1946—1948), профессором кафедр хирургии ФПДО и факультетской хирургии (1973—1982) Львовского медицинского института.

## Научная деятельность
Основные направления научных исследований Г. Г. Караванова: хирургия сердечно-сосудистой системы, эндокринных органов, печени и жёлчных путей, трансплантация костного мозга, разрабатывал хирургическое лечение эндемического зоба, заболеваний паращитовидных желез и надпочечников, сдавливающих перикардитов различной этиологии, облитерующего эндартериита и атеросклеротических поражений сосудов, лимфостаз нижних конечностей, рубцовых сужений пищевода, врожденных кардио- и пилоростенозе (сужение превратника желудка) у детей, бурсит.
Г. Г. Караванов предложил оригинальные методики хирургического лечения артериовенозных свищей, слоновости конечностей и наружных половых органов, циррозов печени, использование сегментов тонкой кишки в хирургии органов желудочно-кишечного тракта и др.
Автор около 300 научных и учебно-методических работ, среди них 10 монографий и пособий.
Подготовил 52 кандидата и 12 докторов наук.
Умер во Львове в 1982 году. Похоронен на Лычаковском кладбище.